# Lư Giang, Hợp Phì
Huyện Lư Giang (tiếng Hoa giản thể: 庐江县; bính âm: Lújiāng Xiàn) là một huyện thuộc địa cấp thị Hợp Phì ở tỉnh An Huy, Cộng hòa Nhân dân Trung Hoa. Dân số của huyện này là 1.200.000 người và diện tích là 2352 km2. Chính quyền huyện đóng ở trấn Lư Thành. Huyện thuộc về địa cấp thị Hợp Phì sau khi địa cấp thị Sào Hồ bị giải thể vào tháng 8 năm 2011.
Huyện Lư Giang có 17 trấn. Năm 175, quân sư và đô đốc nhà Đông Ngô của Tôn Quyền là Chu Du đã được sinh ra tại quận Lư Giang, ngày nay là huyện Lư Giang. Sau khi tạ thế, Chu Du đã được an táng tại đây.

## Nhân vật nổi tiếng
Huyện Lư Giang là quê của Đinh Nhữ Xương, Thủy sư Đề đốc Hạm đội Bắc Dương, Nhà Thanh.

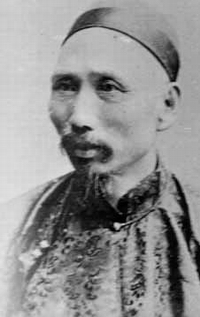
Đinh Nhữ Xương, Thủy sư Đề đốc